# Die Blume von Hawaii (Operette)
Die Blume von Hawaii ist eine Operette des ungarischen Komponisten Paul Abraham. Das Libretto schrieben Emmerich Földes, Alfred Grünwald und Fritz Löhner-Beda. Uraufführung war am 24. Juli 1931 in Leipzig (Neues Theater). Die Geschichte von Liliʻuokalani, der letzten Königin von Hawaiʻi, war die Anregung für dieses Werk.

## Orchester
Verschiedene Orchesterbesetzungen sind möglich, so z. B. Flöte, Oboe, drei Klarinetten, Fagott, zwei Hörner, drei Trompeten, drei Posaunen, zwei Klaviere, zwei Banjos, Harfe, Schlagzeug und Streicher. Für einige Holzbläserstimmen können auch Saxophone eingesetzt werden und statt der Banjos Hawaiigitarren.

## Handlung
Die Operette spielt in Honolulu und in Monte Carlo um 1895.

### Erster Akt
Vor einer Villa in Honolulu
Kurz vor Beginn des 20. Jahrhunderts hat die amerikanische Armee Hawaii besetzt und die Königin entmachtet. Seither herrscht ein Gouverneur über die Inselgruppe. Die hawaiische Prinzessin Laya hat sich mehr oder weniger mit den neuen Verhältnissen abgefunden, hält sie sich doch lieber in Paris auf, wohin sie ihre Eltern in ihrer Jugend zur Ausbildung gegeben haben. Schon im Kindesalter wurde sie dazu ausersehen, später einmal die Frau des Prinzen Lilo-Taro zu werden. Dieser liebt jedoch das Leben mehr als seine Heimat und befindet sich oft auf Reisen.
Einem großen Teil der hawaiischen Ureinwohner ist die amerikanische Besatzung zuwider. Die königstreue Partei hat Kanako Hilo zu ihrem Führer gewählt und hofft, dass es ihm gelinge, die Kolonialherrschaft abzuschütteln. Gouverneur Harrison aber hegt den Plan, seine Nichte Bessi mit Lilo-Taro zu vermählen, um so Einfluss auf die hawaiische Führungselite zu gewinnen. Harrisons Sekretär John Buffy hingegen passt dies überhaupt nicht, weil er selbst ein Auge auf Bessi geworfen hat.
Kapitän Stone trifft in Honolulu ein. Mit an Bord seines Schiffes hat er ein Künstlerpaar: Der junge Mann ist der berühmte Jazzsänger Jim-Boy. Die ihn begleitende Dame gibt sich als die nicht minder berühmte Sängerin Susanne Provence aus. Tatsächlich aber ist sie die heimkehrende Prinzessin Laya, die zunächst unerkannt bleiben möchte. Auf der Überfahrt hat sich Kapitän Stone in die „Sängerin“ verliebt.
Als Kanako Hilo die wahre Identität der Sängerin gelüftet hat, hofft er, in ihr eine Verbündete im Kampf gegen die Besatzungsmacht zu gewinnen. Die Prinzessin jedoch kann sich für diese Idee nicht begeistern, obwohl sie vom Volk wie eine Königin begrüßt wird.

### Zweiter Akt
Saal im Königspalast in Honolulu
Bei dem alljährlich stattfindenden Blumenfest ist es Brauch, dass eine junge Dame zur Blumenkönigin gekürt wird, zur „Blume von Hawaii“. Als solche soll heuer Prinzessin Laya ausgerufen werden. Gouverneur Harrison befürchtet, das Volk werde dieses Ereignis zum Anlass nehmen, gegen die Besatzungsmacht zu revoltieren. Von Prinzessin Laya verlangt er, eine Erklärung zu unterzeichnen, wonach sie im Namen des hawaiischen Volkes auf jegliche Souveränitätsansprüche verzichtet. Nachdem die Prinzessin dieses Ansinnen zurückgewiesen hat, wird sie vom Gouverneur zur Staatsfeindin erklärt. Kapitän Stone erhält den Befehl, sie umgehend zu verhaften. Weil dieser jedoch die Prinzessin zutiefst verehrt, verweigert er den Befehl und riskiert damit, seinen Posten zu verlieren. Um Stone aus der Patsche zu helfen, unterschreibt schließlich Laya doch noch die Erklärung. Lilo-Taro, bei dem inzwischen die Liebe zu seiner Verlobten entbrannt ist, deutet dies falsch. Er ist zutiefst verzweifelt und flieht an das Meer, um dort den Tod zu finden. Laya weiß nun, wem ihr Herz gehört.

### Dritter Akt
In einer chinesischen Bar in Monte Carlo
Hier treffen alle Protagonisten der Operette zusammen, um dem Gesang der „echten“ Susanne Provence zu lauschen. Kapitän Stone, dem in Honolulu das Glück hold war, Lilo-Taro vor dem Selbstmord zu bewahren, hat nun auch Glück im Spiel. Er und der Prinz sind inzwischen richtig dicke Freunde geworden. Susanne Provence tröstet ihn, weil er in der Liebe auf Laya verzichten muss. Das Ende der Operette ist vorhersehbar: es finden sich vier glückliche Paare, zu denen selbstverständlich auch Laya und Lilo-Taro gehören.

## Musik
Diese Operette ist ein typisches Produkt der späten 1920er und frühen 1930er Jahre. Paul Abraham war einer der ersten Komponisten, der die Gattung Operette mit Elementen des gerade in Europa aufkommenden Jazz würzte, weshalb dieses Bühnenwerk an manchen Stellen wie ein Musical wirkt.
Zu den musikalischen Höhepunkten gehören:
- My golden Baby (Slowfox)
- Heut hab ich ein Schwipserl
- Was hat der Gentleman im Dschungel zu tun
- Ein Paradies am Meeresstrand (Slowfox)
- Will dir die Welt zu Füßen legen (Langsamer Walzer)
- Wir singen zur Jazzband (Foxtrott)
- Wo es Mädels gibt, Kameraden (Marsch)
- Du traumschöne Perle der Südsee (Langsamer Walzer)
- Bin nur ein Jonny, zieh durch die Welt (Slowfox)
- My little Boy, ich bleib dir treu, ich will in deinen starken Händen happy enden (Foxtrott) sowie die Titelmelodie
- Blume von Hawaii (Slowfox)
- Ich hab' ein Diwanpüppchen (Slowfox)

## Verfilmungen
In den Jahren 1932/1933 wurde die Operette unter ihrem Namen von der Rio-Film GmbH Berlin verfilmt. Unter der Regie von Richard Oswald spielten Marta Eggerth (Laya), Hans Fidesser (Lilo-Taro), Iván Petrovich (Kapitän Stone), Hans Junkermann (Gouverneur), Baby Gray (Bessy) und Ernö Verebes (Buffy) die Hauptrollen.
1953 erschien der Spielfilm Blume von Hawaii rund um die Aufführung der Operette. Regie führte Géza von Cziffra, es spielten Maria Litto, William Stelling, Ursula Justin, Rudolf Platte, Paul Westermeier und Marina Ried.